# Silvia Battisti
Silvia Battisti (Verona, 7 marzo 1989) è un personaggio televisivo ed ex modella italiana, vincitrice del concorso di bellezza Miss Italia 2007.

## Biografia
Pallavolista, alta un metro e 78, ha partecipato al concorso verso la fine della sua carriera liceale. In precedenza, era stata eletta Miss Veneto.
Silvia Battisti, incoronata da Mike Bongiorno e Loretta Goggi nell'edizione 2007 dichiarò di aver intenzione di intraprendere la carriera televisiva.
Successivamente alla sua elezione a Miss Italia intraprende la carriera di modella, rappresentata dalla NEXT Model Management. Appare su diverse campagne pubblicitarie e nel 2011 sfila in occasione della settimana della moda a Milano per la collezione primavera-estate 2012 di Giorgio Armani, diventando quindi una delle poche modelle italiane scelte dallo stilista per le sue sfilate. L'ultima apparizione televisiva di Silvia risale al 2019 quando sfila e prende parte ad una delle serate di Miss Italia come una delle Miss storiche, dopo di che si è ritirata dal mondo dello spettacolo. Nel 2013 iniziò a lavorare come modella per Acne Studios a Stoccolma (Svezia) fino al 2018.  
Attualmente lavora nella Gioielleria Vettori, un'antica gioielleria di Firenze.

### Vita privata
Orfana del padre dall'età di sette anni, è originaria di Marcellise, frazione di San Martino Buon Albergo (VR), dove è cresciuta insieme alle tre sorelle (di cui una gemella) ed alla madre, e dove fa spesso ritorno. Nel 2008 si fidanza con Giacomo Cenni, imprenditore della moda, figlio dell'ex sindaco di Prato Roberto Cenni e come lui legato alla ditta di abbigliamento Sasch; attualmente, i due abitano a Firenze.